# Liz Torres
Elizabeth "Liz" Torres (27 de septiembre de 1947) es una actriz, cantante y comediante de ascendencia puertorriqueña.
En 1969, se inició en cine en el rol de una prostituta en una película de bajo costo Utterly Without Redeeming Social Value.
Uno de sus papeles más conocidos en TV es el de Miss Patty, en la serie estadounidense Gilmore Girls.